# Godło mapy

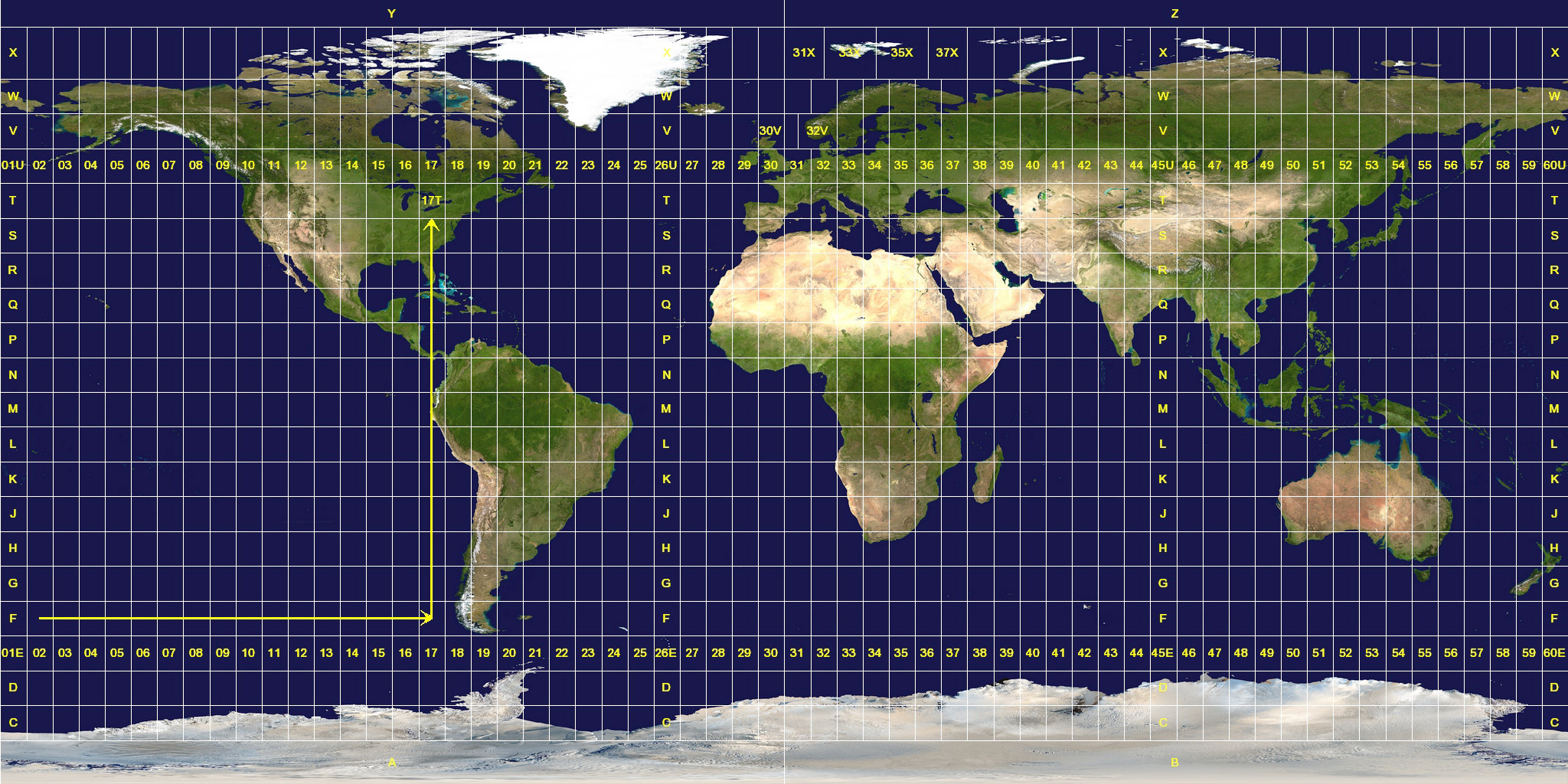
Siatka UTM

Godło mapy – ciąg liczb i liter, który wraz z nazwą arkusza mapy są podstawową jednostką nomenklatury map, pozwalając na jednoznaczne ustalenie jego położenia geograficznego i ułożenia względem sąsiednich arkuszy (na skorowidzu). Godło mapy jest ustalane zgodnie z przyjętym podziałem sekcyjnym w danym układzie odwzorowania (np. układ „2000”, układ UTM). Arkusze map w większych skalach tworzy się przez sukcesywny podział arkusza wyjściowego (najczęściej poprzedniego) na ustaloną liczbę i ponumerowanie ich. Godłem może być:
- numer porządkowy w przyjętym systemie numeracji, odrębnej dla każdej ze skal
- współrzędne geograficzne lub prostokątne wybranego (najczęściej lewego dolnego) rogu danego arkusza
- oznaczenie pasa i słupa, w przecięciu których położony jest arkusz wyjściowy

## Układ WGS-84
Podstawą do określenia formatów i arkuszy w Międzynarodowej Mapie Świata (system odniesienia WGS 84) jest arkusz w skali 1:1000000 o wymiarach 4° na 6°. 
Podział:
- 1:1 000 000 – godło stworzone według wzoru a-b-cc (np. N-M-34)
  - a – sygnatura półkuli (N lub S) - często pomijana
  - b – literowy symbol pasa (wielka litera)
  - c – numer słupa (1-60)
- 1:500 000 – podział arkusza 1:1 000 000 na 4 części (wielka litera A-D np. M-34-C)
- 1:200 000 – podział arkusza 1:1 000 000 na 36 części (cyfra rzymska I-XXXVI np. M-34-XV)
- 1:100 000 – podział arkusza 1:1 000 000 na 144 części (liczba 1-144 np. M-34-12)
- 1:50 000 – podział arkusza 1:100 000 na 4 części (wielka litera A-D np. M-34-12-C)
- 1:25 000 – podział arkusza 1:50 000 na 4 części (mała litera a-d np. M-34-12-C-a)
- 1:10 000 – podział arkusza 1:25 000 na 4 części (cyfra 1-4 np. M-34-12-C-a-4)
- 1:5 000 – podział arkusza 1:100 000 na 256 części (liczba 1-256 w nawiasie np. M-34-12 (55))

## Układ 1965
Podstawą do określenia formatów i arkuszy mapy zasadniczej układu "1965" jest arkusz w skali 1:100 000 o wymiarach 64 km na 40 km. 
Podział:
- 1:100 000 – godło stworzone według wzoru abc (np. 182)
  - a – numer strefy odwzorowania (1-5)
  - b – numer pasa
  - c – numer słupa
- 1:50 000 – podział arkusza 1:100 000 na 4 części o wymiarach 40x64 cm (np. 182.1)
- 1:25 000 – podział arkusza 1:50 000 na 4 części o wymiarach 40x64 cm (np. 182.12)
- 1:10 000 – podział arkusza 1:25 000 na 4 części o wymiarach 50x80 cm (np. 182.122)
- 1:5 000 – podział arkusza 1:10 000 na 4 części o wymiarach 50x80 cm (np. 182.122.4)
- 1:2 000 – podział arkusza 1:10 000 na 25 części (np. 182.122.04)
- 1:1 000 – podział arkusza 1:2 000 na 4 części (np. 182.122.041)
- 1:500 – podział arkusza 1:1 000 na 4 części (np. 182.122.041.4)

## Układ 1992
Podstawą do określenia formatów i arkuszy mapy topograficznej układu "1992" jest arkusz w skali 1:1000000 o wymiarach 4° na 6°.
Podział:
- 1:1 000 000 – godło stworzone według wzoru a-b-cc (np. N-M-34)
  - a – sygnatura półkuli (N lub S) – często pomijana
  - b – literowy symbol pasa (wielka litera)
  - c – numer słupa (1-60)
- 1:500 000 – podział arkusza 1:1 000 000 na 4 części (wielka litera A-D np. N-33-C)
- 1:200 000 – podział arkusza 1:1 000 000 na 36 części (cyfra rzymska I-XXXVI np. N-33-XXIV)
- 1:100 000 – podział arkusza 1:1 000 000 na 144 części (liczba 1-144 np. N-33-136)
- 1:50 000 – podział arkusza 1:100 000 na 4 części (wielka litera A-D np. N-33-136-C)
- 1:25 000 – podział arkusza 1:50 000 na 4 części (mała litera a-d np. N-33-136-C-a)
- 1:10 000 – podział arkusza 1:25 000 na 4 części (cyfra 1-4 np. N-33-136-C-a-4)

## Układ 2000
Podstawą do określenia formatów i arkuszy mapy zasadniczej układu „2000” jest arkusz w skali 1:10 000 o wymiarach 5 km na 8 km. 
Podział:
- 1:10 000 – godło stworzone według wzoru a.bbb.cc (np. 6.130.41)
  - a – numer strefy odwzorowania (wartość południka osiowego podzielona przez trzy)
  - bbb – wynik ilorazu {\displaystyle {\tfrac {xi-4920\mathrm {\ km} }{5}}}
  - cc – wynik ilorazu {\displaystyle {\tfrac {yi-332\mathrm {\ km} }{8}}}
- 1:5 000 – podział arkusza 1:10 000 na 4 części (np. 6.130.41.3)
- 1:2 000 – podział arkusza 1:10 000 na 25 części (np. 6.130.41.04)
- 1:1 000 – podział arkusza 1:2 000 na 4 części (np. 6.130.41.04.2)
- 1:500 – podział arkusza 1:1 000 na 4 części (np. 6.130.41.04.2.1)